# Stefan Medina
John Stefan Medina Ramírez , mais conhecido por Medina (Envigado, 14 de junho de 1992) é um futebolista colombiano que atua como Lateral-direito que também atua como zagueiro. Atualmente, joga pelo Monterrey e também defende a Seleção Colombiana.

## Carreira

### Atlético Nacional
Stefan veio das categorias de base do Atlético Nacional, ele jogou como titular no time de juniores por uma temporada antes de fazer sua estreia sênior em 2011. Eventualmente, ele ganhou um lugar no time principal em 2012 depois de fazer alguns jogos. Foi-lhe dado a camisa número 2, em homenagem ao falecido Andrés Escobar, que também usava a mesma camisa, principalmente porque ele conseguiu evitar faltas que um defensor comete.

## Seleção Colombiana
Medina foi convocado pelas seleções Colombianas sub-17 e sub-20 algumas vezes. Em 2009, ele fez parte da equipe que terminou em quarto lugar na Copa do Mundo de Futebol Sub-17 na Nigéria, jogando em dois jogos. Em 2013, ele foi convocado para seleção principal do país.

## Títulos

### Atlético Nacional
- Categoría Primera A (2): 2011 Torneo Apertura, 2013 Torneo Finalización
- Superliga Colombiana: 2012
- Copa Colombia (2): 2012, 2013

### Pachuca
- Liga dos Campeões da CONCACAF: 2016–17